# Khardung La
Khardung La – przełęcz w Himalajach o wysokości 5359 m. Leży w Indiach, w stanie Dżammu i Kaszmir, w regionie Ladakh. Do niedawna wysokość przełęczy podawano jako 5602 m, co czyniło by ją najwyższą przejezdną przełęczą na świecie. Najnowsze badania pokazały jednak, że rzeczywista wysokość Khardung La to 5359 m, a miano najwyższej przejezdnej przełęczy przypadło Semo La, której wysokość wynosi 5565 m.
Przełęcz ta znajduje się 37 km drogi od miasta Leh. Niższe partie drogi na przełęcz są pokryte asfaltem, ale wyższe partie są pokryte żwirem lub miejscami błotem powstałym na skutek topniejącego śniegu.